# فياتشيسلاف شفتشينكو
فياتشيسلاف شفتشينكو (بالأوكرانية: Шевченко В'ячеслав Тарасович)‏ (30 مايو 1985 في أوكرانيا - ) هو لاعب كرة قدم أوكراني (وحمل سابقاً جنسية الاتحاد السوفيتي) في مركز الهجوم. لعب مع أف سي موسكو ونادي أوليكساندريا ونادي بيركيركارا ونادي لوكوموتيف طشقند وFC Feniks-Illichovets Kalinine ‏ وستال ألتشيفسك ‏ وFC Stal Kamianske ‏ وFC Borysfen Boryspil ‏ وQizilqum FC ‏ ونادي إيليتشيفيتس ماريوبول وFC Borysfen-2 Boryspil ‏.

## وصلات خارجية
- فياتشيسلاف شفتشينكو على موقع اتحاد أوكرانيا (الإنجليزية)
- فياتشيسلاف شفتشينكو على موقع قاعدة بيانات كرة القدم.إي يو (الإنجليزية)
- فياتشيسلاف شفتشينكو على موقع Soccerway.com (الإنجليزية)